# Романушко, Александр Фёдорович
Александр Фёдорович Романушко (1894—1955) — протоиерей Русской православной церкви, партизан Великой Отечественной войны. Участвовал в партизанском движении в 1942—1944 годах в Пинской области, был в составе партизанского отряда имени Куйбышева. Будучи священником, он отпевал погибших партизан и мирных жителей, а также уговорил некоторых сотрудников оккупационной полиции перейти на сторону партизан.

## Биография

### Партизанская деятельность
Александр Фёдорович Романушко родился в 1894 году. В предвоенные годы был настоятелем Мало-Плотницкой церкви Логишинского района Пинской области БССР (ныне Пинский район Брестской области). В июле 1941 года село Малая Плотница было оккупировано немцами, а с конца лета на территории Белоруссии стало формироваться партизанское движение. С бойцами Пинского партизанского соединения отец Александр установил связь в 1942 году, став работать в подполье с 1 марта 1943 года: он получал задания от партизанского руководства и сочетал эту деятельность со служением в храмах. В ноябре 1943 года со всей семьёй ушёл в партизанскую бригаду имени Куйбышева.
Отец Александр неоднократно участвовал в боевых операциях и ходил в разведку. В брошенных священниками храмах и на местах сожжённых гитлеровцами церквей он проводил заупокойные службы, отпевая мирных граждан и партизан, погибших от рук оккупантов. Помимо этого, во время богослужений Романушко сообщал местным сводки Совинформбюро и призывал их не поддаваться на провокации немцев, а сопротивляться их оккупации. Характеризовался генерал-майором Комаровым (командир партизанских соединений Пинской области) и капитаном Федотовым из Штаба партизанских соединений как «безукоризненный патриот своей Родины». Александр Фёдорович сильно рисковал: согласно его письму, которое он отправил митрополиту Алексию осенью 1944 года, в Полесской епархии число священников снизилось на 55 %, поскольку большую часть оккупанты расстреляли за сотрудничество с партизанами.
В большинстве работ, посвящённых деятельности РПЦ в годы Великой Отечественной войны, упоминается случай, произошедший летом 1943 года, когда отцу Александру пришлось отпевать одного из сотрудников оккупационной полиции, убитого в стычке с партизанами. Все священники, к которым обращалась семья убитого, отказывались наотрез проводить отпевание, и родственники вынуждены были просить помощь у командира партизан генерал-майора Василию Коржа. Корж предоставил отцу Александру право принимать решение, ехать на отпевание или нет. Священник взял с собой облачение и кадило, приехав в деревню в сопровождении двух бойцов: на похоронах была выставлена вооружённая охрана. Облачившись, перед началом отпевания священник на некоторое время отошёл в сторону, о чём-то задумавшись, а после непродолжительного молчания произнёс речь, в которой призвал предать анафеме убитого:

Братья и сестры! Я понимаю большое горе матери и отца убитого. Но не наших молитв и «Со святыми упокой» заслужил своей жизнью во гробе предлежащий. Он — изменник Родины и убийца невинных детей и стариков. Вместо «Вечной памяти» произнесем же «Анафема»!

Очевидцы были потрясены смелым высказыванием священника и опасались, что полицейские тут же схватят его или расстреляют. Однако отец Александр не ограничился этим, а подошёл к членам оккупационной полиции и призвал их одуматься и прекратить сотрудничество с оккупационными властями:

К вам, заблудшим, обращаюсь: пока не поздно, искупите перед Богом и людьми свою вину и обратите оружие против тех, кто уничтожает наш народ, в такие вот могилы закапывает живых людей, а в храмах заживо сжигает верующих и священников.

Потрясённые речью отца Александра, полицейские даже не тронули его, а позже многие из них под влиянием речи священника перешли на сторону партизан. Василий Корж позже объявил личную благодарность священнику за то, что он своими действиями убедил многих присоединиться к партизанам. Помимо оказания моральной поддержки местным жителям, отец Александр доставлял снаряжение партизанам: так, согласно документам выставки 2009 года в Центральном музее Великой Отечественной войны на Поклонной горе, 24 февраля 1944 года генерал-майор Комаров направил отцу Александру письмо, в котором сообщал об отправке 10 патронов к револьверу системы Нагана, оговариваясь, что самого револьвера при себе не имеет и послать не может.
Всего в партизанском движении отец Александр участвовал с лета 1942 до лета 1944 года. За оказанную во время войны помощь партизанскому движению он был награждён медалями «За победу над Германией в Великой Отечественной войне 1941-1945 гг.» и «Партизану Отечественной войны» I степени. Двое его сыновей тоже воевали в партизанских отрядах, а позже продолжили службу в советской армии, вернувшись с фронта с орденами.

### После войны
После освобождения Белоруссии от фашистов отец Александр стал временно управляющим приходами Пинско-Полесской епархии, а в 1945 году передал управление архиепископу Минскому и Белорусскому Василию, став управляющим делами Полесской епархии. Был благочинным Полесского округа и настоятелем Михайловского собора в Мозыре. В 1945 году патриархом Московским и всея Руси Алексием был возведён в сан протоиерея: ему было преподано патриаршее благословление и благодарность за служение на церковной ниве.
В октябре 1950 года по ложному доносу отец Александр был арестован сотрудниками МГБ СССР; находился под следствием почти три года. Обвинения были сняты только в 1953 году: летом того же года отец Александр смог увидеться с семьёй, переехавшей в Харьков, однако вынужден был долго находиться на лечении, поскольку его здоровье было подорвано не только войной, но и пребыванием в тюрьме. В июне 1954 года отец Александр был отправлен служить в Олонецкую епархию и стал настоятелем Крестовоздвиженского собора в Петрозаводске. Умер после продолжительной болезни 27 июня 1955 года, похоронен в Петрозаводске.

## Награды
- медаль «За победу над Германией в Великой Отечественной войне 1941-1945 гг.»[1]
- медаль «Партизану Отечественной войны» I степени[1][8]